# Mondion
Mondion é uma comuna francesa na região administrativa da Nova Aquitânia, no departamento de Vienne. Estende-se por uma área de 8,91 km². Em 2010 a comuna tinha 109 habitantes (densidade: 12,2 hab./km²).